# 2e régiment de voltigeurs de la Garde impériale
Pour les articles homonymes, voir 2e régiment.
Pour l'unité du Second Empire, voir Voltigeurs de la Garde impériale (Second Empire).
Le 2° Voltigeurs de la garde est un régiment français des guerres napoléoniennes. Il fait partie de la Jeune Garde

## Historique du régiment
- 1809 - Créé et nommé 2e régiment de Tirailleurs-Chasseurs de la garde impériale
- 1810 - 2e régiment de Voltigeurs de la Garde impériale
- 1814 - pendant la Première Restauration le régiment est dissous puis il est amalgamé :
  - Le 1er bataillon est amalgamé dans le nouveau 31e régiment d'infanterie de ligne.
  - Le 2e bataillon est amalgamé dans le nouveau 54e régiment d'infanterie de ligne.
- 1815 -  pendant les Cent-jours, il est reformé et reprend son nom : 2e Régiment de Voltigeurs de la Garde Impériale
- 16 juillet 1815 : Comme l'ensemble de l'armée napoléonienne, il est licencié et dissous à la Seconde Restauration.

## Chef de corps
- 1809 : François Rosey
- 1809 : Jean-Baptiste-Joseph Deshaye
- 1813 : Jean Paul Adam Schramm
- 1813 : Nicolas Marchal
- 1815 : Claude Suisse de Sainte-Clair

## Batailles
Ce sont les batailles principales où fut engagé très activement le régiment. Il participa évidemment à plusieurs autres batailles, surtout en 1814.
- 1811 : 
  - Oyon
- 1812 : 
  - Luzzara
- 1813 : Campagne d'Allemagne
  - Lützen,
  - Dresde
  - 16-19 octobre : Bataille de Leipzig
- 1814 : Campagne de France
  - Epinal,
  - 14 février 1814 : Bataille de Vauchamps
  - Brienne,
  - Craonne
  - Paris
- 1815 : 
  - Waterloo